# Sofian Akouili
Sofian Akouili (Nador, 28 febbraio 1989) è un calciatore marocchino, difensore o centrocampista svincolato.

## Carriera
Nella stagione 2012-2013 ha giocato 17 partite in Eredivisie con il Willem II.